# Antonio Casali
Antonio Casali (Roma. 25 de mayo de 1715 - ib., 14 de enero de 1787) fue un eclesiástico italiano.

## Vida
Hijo del marqués de Pastina Giovanni Battista Casali, y de su esposa Maddalena Millini, de cuya familia eran los cardenales Savio y Mario Millini, hizo sus primeros estudios en el Collegio dei Nobili de Módena, doctorándose en derecho civil y canónico en Roma, y como segundón de la familia, fue destinado a la carrera eclesiástica a pesar de no tener mucha vocación por el sacerdocio. 
A lo largo de los años siguientes fue ocupando puestos destacados en la Curia romana: referendario del Tribunal Supremo de la Signatura Apostólica, relator en la Sagrada Congregación del Buen Gobierno, presidente de la Cámara Apostólica y prefecto de sus archivos, canónigo de la Basílica Liberiana, relator de la Sagrada Congregación del Consejo, protonotario apostólico supernumerario, gobernador de Roma y vicecamarlengo de la Santa Iglesia, todo ello sin haber tomado las órdenes menores.
Clemente XIV le creó cardenal reservado in pectore en el consistorio del 12 de diciembre de 1770; en el de marzo de 1773 hizo público su nombramiento, concediéndole la diaconía de San Giorgio in Velabro, que posteriormente cambiaría por la de Santa Maria ad Martyres.  Adscrito a la Sagrada Congregación de Propaganda Fide, tomó parte en la puesta en ejecución de la disolución de la Compañía de Jesús decretada por el papa en 1773, intervino en el cónclave de 1774-75 en que fue elegido papa Pío VI y fue prefecto de la congregación del buen gobierno.
Fallecido en 1787 a los 72 años de edad, fue sepultado en la capilla familiar de la iglesia de San Agostino de Roma.